# بحيرة سانت برنارد
بحيرة سانت برنارد هي بحيرة جبلية لجبال الألب بينيني، وتقع جنوب غرب ممر سانت برنارد.

## نبذة
تنقسم البحيرة بين سويسرا وتحديداً (كانتون فاليز) وإيطاليا (منطقة وادي أوستا)، على الرغم من أنها تقع جنوب جبال الألب.

## الإرتفاع
تقع البحيرة على ارتفاع 2447م فوق مستوى سطح البحر ويبلغ أقصى طول لها 350 متر.